# Olof Wallerstedt
Olof Wallerstedt, född 21 augusti 1793 i Flistads socken, död 9 juli 1878 i Malexanders socken, var en svensk präst.

## Biografi
Olof Wallerstedt föddes 1793 i Flistads socken. Han var son till rusthållaren Johan Wallerstedt och Brita Vendla Norling. Wallerstedt blev 1817 student vid Uppsala universitet och prästvigdes 6 december 1818. Han blev 3 april 1830 komminister i Törnevalla församling, där han tillträdde samma år. Wallerstedt blev 5 mars 1834 komminister i Svinhults församling med tillträde 1835. Han avlade pastoralexamen 4 februari 1847 och blev 15 april 1850 kyrkoherde i Malexanders församling med tillträde samma år. Wallerstedt blev 19 oktober 1859 prost. Han avled 1878 i Malexanders socken.

### Familj
Wallerstedt gifte sig 11 oktober 1822 med Catharina Flodman (1805–1875). Hon var dotter till löjtnanten Fredrik Flodman och Maria Kristina Broström. De fick tillsammans barnen Fredrika Amalia (född 1823) och Emma Vilhelmina (född 1826).